# Typopeltis stimpsonii
Typopeltis stimpsonii är en spindeldjursart som först beskrevs av Charles Thorold Wood 1862.  Typopeltis stimpsonii ingår i släktet Typopeltis och familjen Thelyphonidae. Inga underarter finns listade i Catalogue of Life.